# Stefan Douaihy z Ehden
Estephen Boutros El-Douaihy z Ehden (ur. 2 sierpnia 1630 w Ehden, zm. 3 maja 1704 w Kannubin) – duchowny Kościoła maronickiego, Błogosławiony Kościoła katolickiego. W latach 1670–1704 57. Maronicki Patriarcha Antiochii i całego Wschodu.
Był autorem wielu prac naukowych dotyczących liturgii i historii Kościoła maronickiego, m.in.: „Historii czasów”, „Początków maronitów”, „Obrony ortodoksji maronitów”, „Pocztu maronickich patriarchów”, „Księgi święceń”, „Księgi rytów i błogosławieństw” oraz „Pieśni syryjskich”. 
Jest uważany za jednego z głównych libańskich historyków XVII wieku i był znany jako „Ojciec historii maronickiej”, „Filar Kościoła maronickiego”, „Drugi Chryzostom”, „Splendor narodu maronickiego” oraz „Chwała Libanu i Maronitów”.
Zmarł 3 maja 1704. 3 lipca 2008 papież Benedykt XVI podpisał dekret o heroiczności jego cnót i od tej pory przysługuje mu tytuł Czcigodnego Sługi Bożego. 14 marca 2024 decyzją papieża Franciszka został podpisany dekret uznający cud za jego wstawiennicwem co otwiera drogę do jego beatyfikacji i ogłoszenia go błogosławionym.
2 sierpnia 2024 pod Bejrutem, w Bkerké, gdzie mieści się siedziba patriarchy maronickiego została dokonana beatyfikacja Stefana Duwajhiego. Uroczystość odbyła się pod przewodnictwem prefekta do spraw świętych.